# Britz (Brandeburgo)
Britz es un pueblo en el municipio Britz-Chorin-Oderberg del distrito de Barnim, en Brandeburgo (Alemania).
- Datos: Q581067
- Multimedia: Britz (Barnim) / Q581067

1. ↑  Worldpostalcodes.org, código postal n.º 16230.